# Nagy dzsámi (Szófia)
A Nagy dzsámi (bolgárul: Буюк джамия, törökül: Büyük camii) egy 15. századi mecset a bolgár főváros, Szófia központjában, a Szüborna (улица Съборна) és Lege (улица Легe) utca sarkán, amely ma múzeumként működik.

## Története
A dzsámi az oszmán uralom idején, II. Mehmed szultánsága alatt épült egy ókori építmény alapjain. A dzsámi építése 1451-ben kezdődött, és 1494-ben fejeződött be. A mecsetet hivatalosan Mahmud Pasa Dzsáminak hívták, de a köznyelvben csak Nagy dzsámiként élt. Az építtető pasa a szultán nagyvezíre volt, aki Ruméliát irányította, székhelye Szófia volt.
A terméskőből épített mecset, Evlia Cselebi, a híres 17. századi török utazó feljegyzése szerint, a legnagyobb muzulmán imahely volt Szófiában. Az épület tetején három sorban állnak a kupolák, összesen kilenc, átmérőjük azonos. Az épülethez tartozó minaret ma már nincs meg.
A kupolákat négy oszlop tartja, amely kilenc egyenlő részre osztja a négyzet alapú épületet. Valamennyi kis négyzet felett egy ólomborítású kupola van. A három hajó közül a középső kupolái magasabban vannak a szélsőkénél. A falakat a késő középkori építkezési szokásoknak megfelelően terméskőből és téglákból építették, úgy, hogy a köveket téglákkal vettek körül. Az épület szeldzsuk stílusban épült.
Később a mecsetet muzulmán vallási iskolákkal és más épületekkel vették körbe, ami jellemző volt a kor török építészetére. Az öreg faajtóra a következő feliratot vésték: Késlekedés nélkül siess az imára, és siess megbánni bűneidet, mielőtt meghalsz.
Az épület oldalhosszúsága 36,6 méter. Valószínűleg az északi oldalon egy árkádos előcsarnok állt, amelyen öt kupola volt. A dzsámiról fennmaradt legkorábbi képeken látszik egy bejárati építmény a homlokzat előtt, amelyet feltehetően az 1818-as vagy az 1858-as nagy szófiai földrengés után építettek az árkádos előtér helyére. A 19. század végére ez az építmény és a minaret is ledőlt. Ezen a képen látszik az is, hogy a központi kupolának nincsenek ablakai, ezek feltehetően az 1938-as rekonstrukció idején kerültek oda, hogy jobb legyen a belső tér megvilágítása.

## Új funkció, renoválások
Szófia 19. századi felszabadulását követően, 1878-tól katonai kórházt működött a mecsetben, majd 1881-ben itt helyezték el az állami nyomdát. Felmerült az is, hogy esetleg színház legyen az épület, de ezt az ötletet végül elvetették. A mecsetben a nemzeti könyvtár kapott helyet. A hivatalos megnyitó 1880. március 2-án volt. A régészeti múzeumot, amelynek ma is helyet ad az épület, 1892-ben alapították.
1892-ben 65 ezer, két évvel később 40 ezer levált költöttek a felújítására. A mecset három falához új épületeket húztak fel. A megnyitó 1905. május 18-án volt. 1938 és 1940 között ismét felújították az akkor már múzeumként üzemelő dzsámit. Az épületet súlyos bombatalálat érte 1944. március 30-án. 1946 és 1948 között, valamint 1982-ben ismét restaurálták az épületet, majd 1993 és 1994 között újabb felújítások következtek.

## A múzeum
A múzeumban igazán értékes kincseket nem őriznek, a bolgár kultúra és történelem legszebb tárgyi emlékei az Alekszandr Nyevszkij-székesegyház kriptájában, illetve a Nemzeti Történeti Múzeumban találhatók. Az antik gyűjteményben görög, római és trák leleteket állítottak ki, elsősorban szobrokat, domborműveket, valamint a sírokban talált használati tárgyakat. A középkori gyűjteményben szintén használati tárgyak, illetve ékszerek, fegyverek láthatók. A numizmatikai részlegen bolgár, trák, görög és bizánci érmék kaptak helyet.
A földszinten az érdekesebb darabok közé tartozik Gordianus császár bronz fejszobra a 3. századból, egy faragott kőtábla, amelyen gladiátorok küzdenek az egykori szófiai arénában, valamint az a 4. századi mozaik, amelyet a Sveta Sofia templom apszisából hoztak át a múzeumba. Az emeleten láthatók a Sipka közelében 2004-ben kiásott leletek, köztük egy egy trák király bronz halotti maszkja a Krisztus előtti 4. századból és egy bronzfej színezett üvegszemekkel és réz szempillákkal. A galérián számos ikon és freskó látható, amelyeket Bulgária különböző templomaiból gyűjtöttek össze. 
A múzeum hétfő kivételével mindennap látogatható 10 és 18 óra között, a belépő öt leva.

A mecset belsejében berendezett régészeti kiállítás